# Charles H. Joffe
Charles H. Joffe (* 16. Juli 1929 in Brooklyn, New York City; † 9. Juli 2008 in Los Angeles) war ein amerikanischer Filmproduzent.

## Karriere
Joffe war bereits während seines Studiums des Journalismus an der Syracuse University freiberuflich als Talentspäher und Manager tätig. Ab 1953 bis in die späten 1980er Jahre arbeitete er mit Jack Rollins zusammen als Agent für Comedians wie Robin Williams und Billy Crystal. Er war der Produzent nahezu aller Filme von Woody Allen, den er als Drehbuchautor entdeckte und dem er eine erste Schauspielrolle im Spielfilm Was gibt’s Neues, Pussy? verschaffte. Joffe gewann 1978 als Co-Produzent von Der Stadtneurotiker den Oscar für den besten Film des Jahres. Er ist der Stiefvater der Regisseurin Nicole Holofcener.

## Filmografie (Auswahl)
- 1971: Bananas
- 1972: Was Sie schon immer über Sex wissen wollten, aber bisher nicht zu fragen wagten (Everything You Always Wanted to Know About Sex * But Were Afraid to Ask)
- 1973: Der Schläfer (Sleeper)
- 1975: Die letzte Nacht des Boris Gruschenko (Love and Death)
- 1976: Der Strohmann (The Front)
- 1977: Der Stadtneurotiker (Annie Hall)
- 1978: Innenleben (Interiors)
- 1979: Manhattan
- 1981: Arthur – Kein Kind von Traurigkeit (Arthur)
- 1982: Eine Sommernachts-Sexkomödie (A Midsummer Night's Sex Comedy)
- 1985: The Purple Rose of Cairo (The Purple Rose of Cairo)
- 1986: Hannah und ihre Schwestern (Hannah and her Sisters)
- 1987: Radio Days
- 1989: Verbrechen und andere Kleinigkeiten (Crimes and Misdemeanors)
- 1993: Manhattan Murder Mystery
- 1994: Bullets Over Broadway
- 1995: Geliebte Aphrodite (Mighty Aphrodite)
- 1996: Alle sagen: I love you (Everyone Says I Love You)
- 2000: Schmalspurganoven (Small Time Crooks)
- 2001: Im Bann des Jade Skorpions (The Curse of the Jade Scorpion)

## Auszeichnungen
- 1978: Oscar für Der Stadtneurotiker